# Sydney Camm
Sir Sydney Camm, CBE, FRAeS (5. srpna 1893, Windsor – 12. března 1966) byl britský letecký konstruktér, v roce 1953 byl pasován na rytíře.
K nejznámějším letounům, na kterých pracoval jako šéfkonstruktér, patřily dvouplošné stíhací letouny Hawker Fury a Hawker Nimrod, či stíhací jednoplošníky Hawker Hurricane, Hawker Typhoon, Hawker Tempest a námořní stíhací Hawker Sea Fury (ten navazoval na řadu prototypů Hawker Fury, poháněných několika různými typy pístových motorů). Po válce rovněž vedl vývoj reaktivního stíhacího letounu Hawker Hunter. Podílel se rovněž na vývoji kolmostartujícího reaktivního letounu Hawker Siddeley Harrier. Konstrukci letadel se u Hawkeru věnoval od roku 1925 prakticky až do konce života.